# Gabriela Adorni
Gabriela Adorni, auch Gabriella Adorni (1878 in Parma – 16. Januar 1967 in Bologna) war eine italienische Opernsängerin (Mezzosopran).

## Leben
Adorni wurde mit 15 Jahren Chorsängerin am Teatro Regio in Parma. Erst 1910 kam sie (vermutlich ihr Bühnendebüt) zu ihrem Einsatz als Opernsängerin, als sie die Partie der „Lola“ in der Cavalleria rusticana für eine erkrankte Sängerin übernahm. Einem größeren Publikum wurde sie bekannt, nachdem sie bei den Verdi-Gedenkfeiern in dessen Geburtsort Busseto von Arturo Toscanini für größere Partien ausgewählt wurde. Sie wirkte daraufhin noch jahrelang an italienischen Opernbühnen, wobei sie sich ein umfangreiches Repertoire erwarb.